# 331 km
331 km (biał. 331 км; ros. 331 км) – przystanek kolejowy w miejscowości Ciałusza, w rejonie bobrujskim, w obwodzie mohylewskim, na Białorusi. Położony jest na linii Homel - Żłobin - Mińsk.